# ماگونگ
ماگونگ (به لاتین: Magong) یک شهر در تایوان است که در شهرستان پنگو واقع شده‌است.

## خصوصیات
ماگونگ ۳۳٫۹۹۱۸ کیلومترمربع مساحت و ۶۰٬۳۳۵ نفر جمعیت دارد.

## نگارخانه

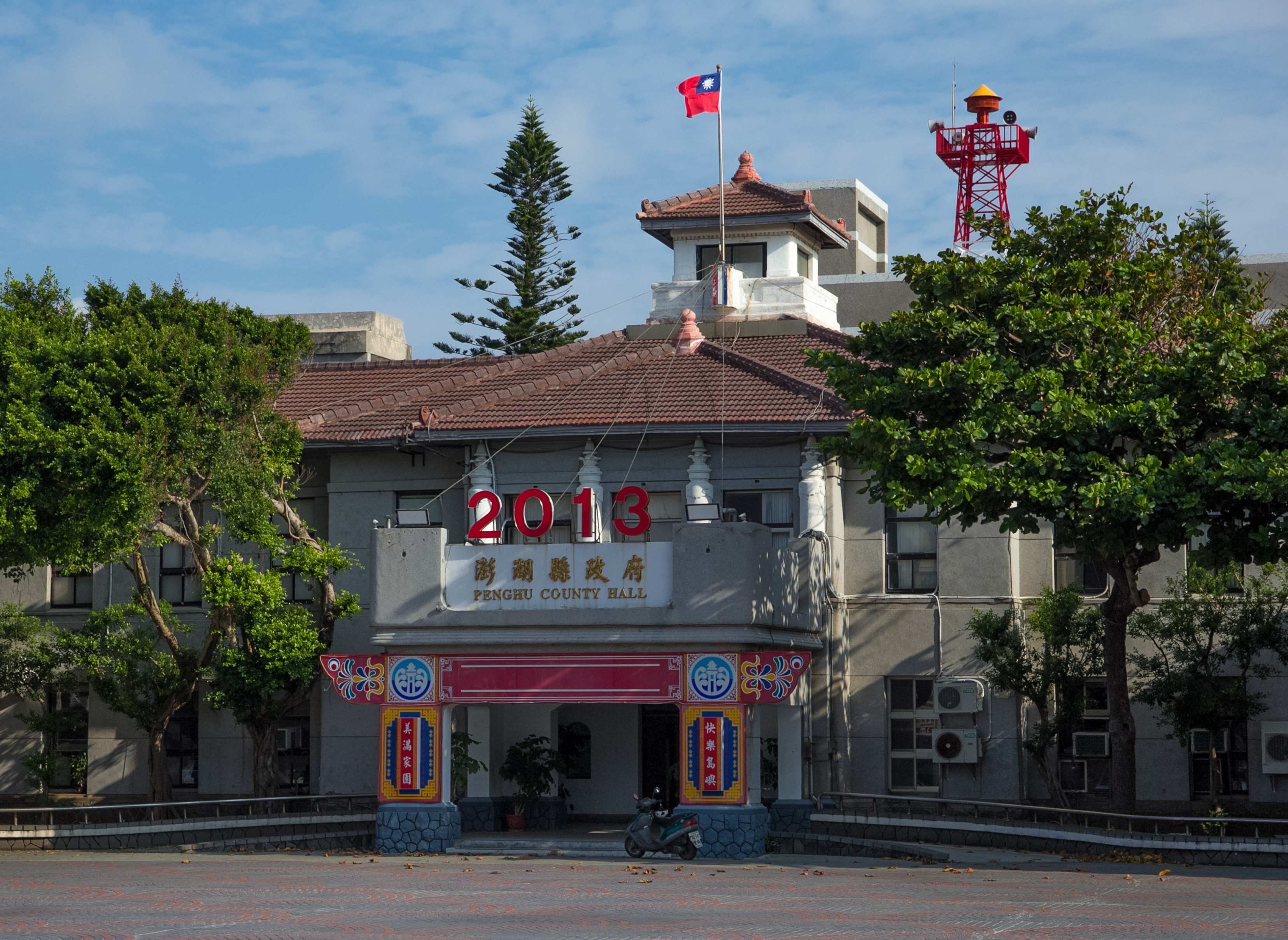
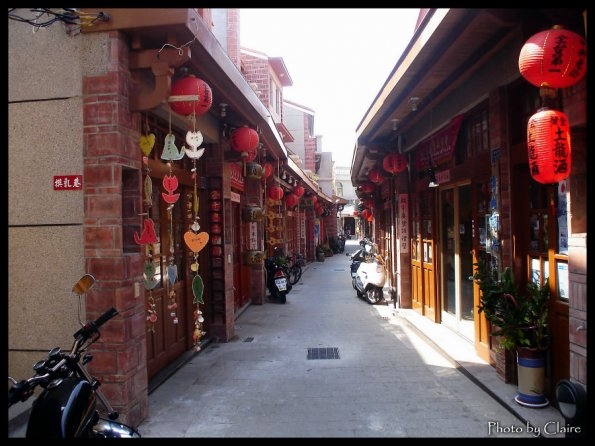
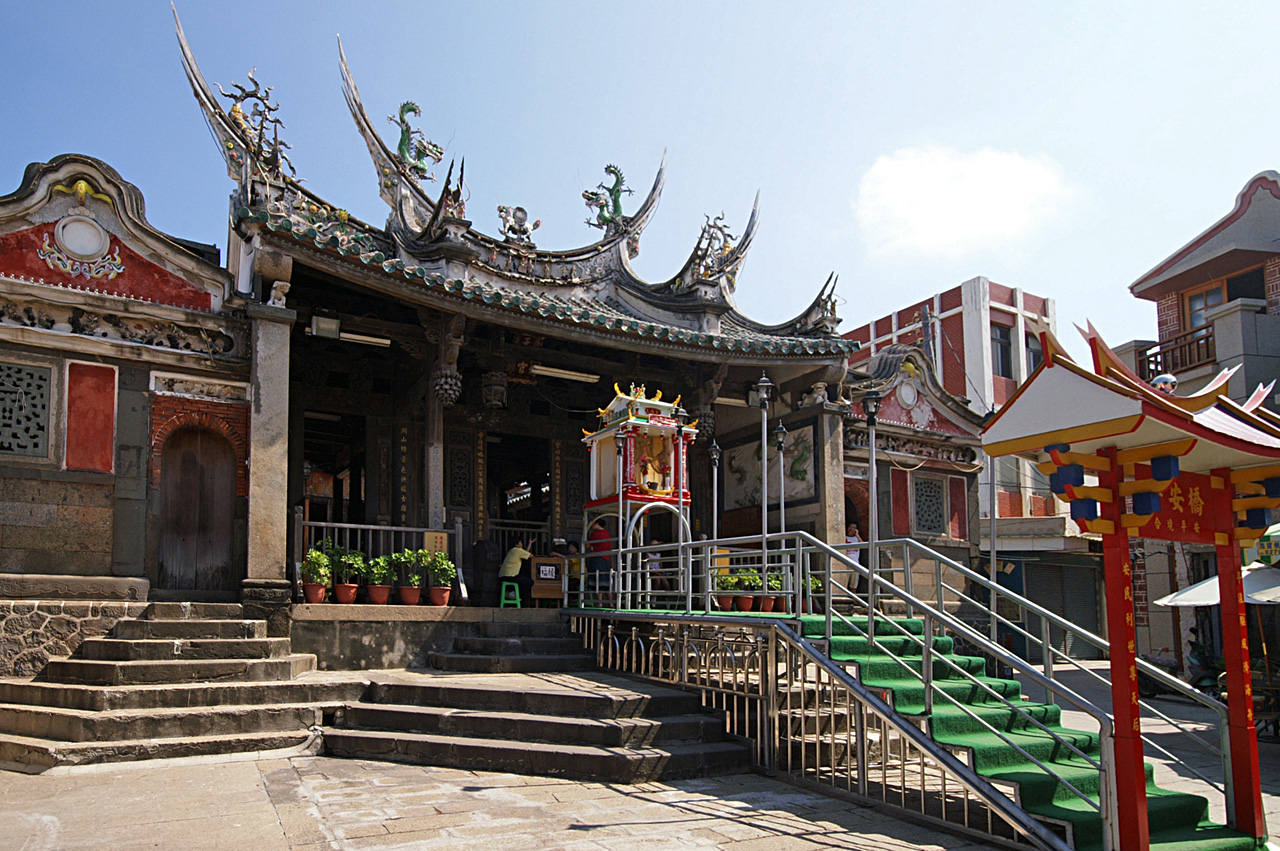